# Іванько Олександр Андрійович
Олександр Андрійович Іванько (27 жовтня 1917, Теплівка — 27 липня 1990) — Герой Радянського Союзу, в роки радянсько-німецької війни командир танка 59-го окремого танкового Київського Червонопрапорного ордена Суворова полку 60-ї армії 4-го Українського фронту, старшина.

## Біографія
Народився 27 жовтня 1917 року в селі Теплівці (тепер Пирятинського району Полтавської області) в селянській родині. Українець. Закінчив сім класів середньої школи. У 1935 році закінчив Рутченківський гірничий технікум. Працював машиністом електровоза на шахті в селищі Рутченкове (нині в межах Донецька).
У 1938 році призваний до лав Червоної Армії. У боях радянсько-німецької війни з червня 1941 року. Брав участь у Сталінградській битві, в Корсунь-Шевченківській операції, у визволенні Кракова. Член ВКП (б) з 1943 року. Під час прориву оборони ворога на Сандомирському плацдармі та боях за Краків діяв у складі взводу, приданого штурмовому батальйону. Коли загинув командир танкового взводу, старшина Іванько взяв командування підрозділом на себе, і радянські воїни продовжували наступ. Машина Олександра Іванька неодноразово потрапляла в оточення, але старшина вогнем і гусеницями розчищав дорогу, проривався з оточення і рухався вперед. Завдяки підтримці танкістів штурмовий батальйон глибоко вклинився в оборону ворога. У районі міста Войцешува взвод танків під командуванням О. А. Іванька сміливим обхідним маневром вийшов на шосе, яке вело на Краків, і перегородив гітлерівцям шлях до відступу. В бою під Нейдорфом вибув із строю новопризначений командир взводу і знову О. А. Іванько взяв командування на себе. Т-34 старшини першою увірвалася в місто. За період боїв з 12 січня по 12 березня 1945 року екіпаж танка, яким командував О. А. Іванько, знищив дві 105-міліметрових самохідні гармати, батарею 75-міліметрових гармат з тягачами, мінометну батарею, самохідну гармату «фердинанд», два танка, два бронетранспортери і близько 250 солдатів і 150 офіцерів.
Указом Президії Верховної Ради СРСР від 29 червня 1945 року за мужність і відвагу, проявлені в боях з німецько-фашистськими загарбниками на Сандомирському плацдармі та при звільненні Кракова старшині Олександру Андрійовичу Іваньку присвоєно звання Героя Радянського Союзу з врученням ордена Леніна і медалі «Золота Зірка» (№ 7941).

Могила Олександра Іванька

У 1945 році О. А. Іванько демобілізувався. Працював директором миловарного заводу. Жив у Києві. Помер 27 липня 1990 року. Похований в Києві на Байковому кладовищі.

## Нагороди
Нагороджений орденом Леніна, орденом Червоного Прапора, двома орденами Вітчизняної війни 1-го ступеня, орденом Вітчизняної війни 2-го ступеня, орденом Червоної Зірки, медалями.